# Triiodure de bore
Le triiodure de bore est un composé chimique du bore et de l'iode de  formule chimique BI3. Il a une géométrie moléculaire trigonale plane. C'est un solide cristallin, qui réagit vigoureusement avec l'eau pour former de l'acide borique. Sa chaleur de vaporisation est de 40,5 kJ/mol. À des pressions extrêmement élevées, BI3 devient métallique à ~23 GPa et est un supraconducteur au-dessus de ~27 GPa. 

## Préparation
Le triiodure de bore peut être synthétisé par réaction du bore avec de l'iode à 209,5 °C [réf. nécessaire].
Il peut également être préparé par action du trichlorure de bore sur l'iodure d'hydrogène (à haute température):
3 HI  +  BCl3  →  BI3  + 3 HCl